# Блэй, Джастис
Джастис Блэй (англ. Justice Blay; 5 марта 1992, Секонди-Такоради, Гана) — ганский футболист, играющий на позиции опорного полузащитника клуба «Асанте Котоко».

## Клубная карьера
Джастис начал свою профессиональную карьеру в 2012 году в клубе «Секонди Хасаакас». В сезоне 2016 года, он провел в 14 матчей в Ганской Премьер-Лиге, в которых забил 1 гол. По итогам сезона клуб вылетел, а Блэй в следующем сезоне подписал контракт с «Медеамой». В своем дебютном сезоне за «Медеаму» он провёл в общей сложности 15 матчей в лиге и забил один гол. Летом 2019 года на правах аренды на один сезон перешёл в «Асанте Котоко». Вместе с клубом играл в Лиге чемпионов и Кубке Конфедерации. Он забил 2 гола в 12 матчах за «Асанте Котоко» в отменённом сезоне Премьер-лиги Ганы 2019/2020 годов. Летом 2020 года он вернулся из Котоко в «Медеаму» после истечения срока его аренды.

## Международная карьера
В сентябре 2017 года тренер сборной Ганы Джеймс Квеси Аппиа пригласил его на квалификационный матч чемпионата африканских наций 2018 года. В августе 2019 года Максвелл Конаду вызвал его в сборную Ганы перед встречей со сборной Буркина-Фасо в отборочном матче чемпионата африканских наций. Джастис в составе сборной Ганы принимал участие на турнире Кубка Наций ВАФУ 2019 в Сенегале.

## Личная жизнь
В 2018 году Джастис Блэй принял ислам. Ранее он был христианином.